# 寶活議會
寶活議會（又譯博活議會；英文：Burwood Council）是澳大利亞雪梨大都會內的一個地方政府。

## 議會
寶活議會有議席7個；市長非直選。

## 外部連結
- 寶活議會官方網站（页面存档备份，存于）
- 2001年人口調查 （页面存档备份，存于）

33°53′S 151°06′E / 33.883°S 151.100°E